# トレント・ウィリアムズ
トレント・ウィリアムズ（Trent Williams, 1988年7月19日 - ）は、アメリカ合衆国テキサス州ロングビュー出身のプロアメリカンフットボール選手。NFLのサンフランシスコ・49ersに所属している。ポジションはオフェンシブタックル。

## 経歴

### カレッジ
オクラホマ大学で3年間主力として活躍し、2010年のNFLドラフトへアーリーエントリーした。
ドラフト前にはNFL.comのギル・ブランドから「NFLで先発として長く活躍できるだろう」と評価された。

### ワシントン・レッドスキンズ
| 身長                        | 体重            | 腕 の 長 さ       | 手 の 大 き さ   | 40Yrd ダ ッ シ ュ | 10Yrd ス プ リ ッ ト | 20Yrd ス プ リ ッ ト | 20Yrd シ ャ ト ル | 3 コ 丨 ン ド リ ル | 垂 直 跳 び       | 立 ち 幅 跳 び     | ベ ン チ プ レ ス |
| --------------------------- | --------------- | ----------------- | ---------------- | ----------------- | -------------------- | -------------------- | ----------------- | ------------------- | ----------------- | ------------------ | ----------------- |
| 6 ft 4+5⁄8 in (195 cm)      | 315 lb (143 kg) | 34+1⁄4 in (87 cm) | 9+3⁄4 in (25 cm) | 4.88 s            | 1.72 s               | 2.87 s               | 4.63 s            | 7.64 s              | 34+1⁄2 in (88 cm) | 9 ft 5 in (2.87 m) | 23 回             |
| All values from NFL Combine |                 |                   |                  |                   |                      |                      |                   |                     |                   |                    |                   |

ドラフト全体4位でワシントン・レッドスキンズから指名され、その後6年総額6000万ドルのルーキー契約を結んだ。
1年目の2010年シーズンはシーズン終盤に禁止薬物の使用で4試合の出場停止処分を受けた。
2012年シーズンは自身初となるプロボウルに選出されたが、怪我のため出場辞退した。このシーズンのプレーオフ、ワイルドカード・ラウンドのシアトル・シーホークス戦でリチャード・シャーマンの顔面を殴り、7875ドルの罰金処分を受けた。
2015年シーズン終了後に約13kg減量した。その後、2015年8月29日にレッドスキンズと5年総額6600万ドルの契約延長に合意した。しかし、2016年11月1日に2度目の禁止薬物使用が発覚し、4試合の出場停止処分を受けた。処分中ではあったが、5年連続となるプロボウルに選出された。
2017年シーズンは6年連続となるプロボウルに選出されたが、膝の怪我によりシーズンの大半を欠場した。
2018年シーズンも7年連続となるプロボウルに選出された。
2019年4月に癌の一種である隆起性皮膚繊維肉腫と診断され、頭部の腫瘍を除去する手術を受けた。腫瘍は2013年の段階で発見されていたが、当時のレッドスキンズの医療スタッフは事態を深刻に捉えず、特に対処をしなかった。ウィリアムズはこれが原因でチームに不信感を抱き、2019年シーズン開幕前のトレーニングキャンプに参加しなかった。そのまま制限リストに入ってこのシーズンを全休し、シーズン終了後にトレードを要求した。

### サンフランシスコ・49ers
2020年4月25日に2つのドラフト指名権とのトレードで、サンフランシスコ・49ersへ移籍した。49ersのヘッドコーチであるカイル・シャナハンはかつてレッドスキンズでコーチを務めており、7年ぶりの再会となった。
2020年シーズンは新型コロナウイルス感染や膝の怪我に苦しんだが、2年ぶりとなるプロボウルに選出された。
2021年3月23日に49ersと6年総額1億3806万ドルで再契約した。オフェンシブラインの選手としては現役最高額となった。2021年シーズンは2年連続でプロボウルに選出された。
2022年シーズンは3年連続でプロボウルに選出された。

## 人物
エイドリアン・ピーターソンとは大学時代、レッドスキンズ時代のチームメイトであり仲が良い。現在はヒューストンでジムを共同経営している。
大学時代から雄のゴリラにちなんだ「シルバーバック（Silverback）」の愛称で親しまれている。自身もこれを気に入り背中に大きなゴリラのタトゥーを入れ、ゴリラのキーチェーンを愛用している。ドラフト指名時もコミッショナーのロジャー・グッデルから「Trent Silverback Williams」とコールされた。